# Skærød
Skærød is een plaats in de Deense regio Hovedstaden, gemeente Gribskov, en telt 493 inwoners (2007). De plaats ligt op enkele kilometers ten westen van Helsinge.